# روبرت مايرز
روبرت مايرز هو فيزيائي كندي، ولد في القرن العشرين.